# Kronweiler
Kronweiler ist eine Ortsgemeinde im Landkreis Birkenfeld in Rheinland-Pfalz. Sie gehört der Verbandsgemeinde Birkenfeld an.

## Geographie
Kronweiler liegt am Oberlauf der Nahe im südwestlichen Hunsrück. In der Ortschaft mündet der vom Idarwald herkommende Schwollbach in die Nahe.
Zu Kronweiler gehört auch die Siedlung Hangelbösch und der Wohnplatz Alte Schleife.

## Geschichte
Der Ort wurde im Jahr 1360 erstmals urkundlich erwähnt. Er war Teil der Hinteren Grafschaft Sponheim.
Bevölkerungsentwicklung
Die Entwicklung der Einwohnerzahl von Kronweiler, die Werte von 1871 bis 1987 beruhen auf Volkszählungen:
| Jahr | Einwohner |
| ---- | --------- |
| 1815 | 128       |
| 1835 | 177       |
| 1871 | 268       |
| 1905 | 318       |
| 1939 | 376       |

| Jahr | Einwohner |
| ---- | --------- |
| 1950 | 434       |
| 1961 | 465       |
| 1970 | 458       |
| 1987 | 395       |
| 1993 | 390       |

| Jahr | Einwohner |
| ---- | --------- |
| 1997 | 386       |
| 2005 | 346       |
| 2011 | 328       |
| 2017 | 321       |
| 2023 | 307       |

## Politik

### Bürgermeister
Jochen Bier wurde am 24. Juni 2019 Ortsbürgermeister von Kronweiler. Bei der Direktwahl im Mai 2019 war er für fünf Jahre gewählt worden.
Biers Vorgänger Harald Benzel hatte das Amt zehn Jahre ausgeübt, war 2019 aber nicht erneut als Bürgermeisterkandidat angetreten.
Bier wurde im Juni 2024 wiedergewählt.

### Wappen
| Wappen von Kronweiler | Blasonierung: „Unter rot-silbern geschachtem Schildhaupt in Blau ein silberner Wellenschrägbalken, darüber eine goldene Krone.“ |
| Wappen von Kronweiler | Es wurde 1964 vom rheinland-pfälzischen Innenministerium genehmigt.                                                             |

## Verkehr
Im Nordwesten verläuft die Bundesstraße 41 und im Süden die Bundesautobahn 62. Im Ort ist ein Bahnhof der Nahetalbahn zwischen Saarbrücken und Bingen am Rhein.